# Maypacius
Genre
Maypacius est un genre d'araignées aranéomorphes de la famille des Pisauridae.

## Distribution
Les espèces de ce genre se rencontrent en Afrique subsaharienne.

## Liste des espèces
Selon World Spider Catalog (version 17.0, 02/05/2016) :
- Maypacius bilineatus (Pavesi, 1895)
- Maypacius christophei Blandin, 1975
- Maypacius curiosus Blandin, 1975
- Maypacius gilloni Blandin, 1978
- Maypacius kaestneri Roewer, 1955
- Maypacius petrunkevitchi Lessert, 1933
- Maypacius roeweri Blandin, 1975
- Maypacius stuhlmanni (Bösenberg & Lenz, 1895)
- Maypacius vittiger Simon, 1898

## Publication originale
- Simon, 1898 : Histoire naturelle des araignées. Paris, vol. 2, p. 193-380 (texte intégral).